# TREE (album của TVXQ)
Tree (tên chính thức là TREE) là album phòng thu tiếng Nhật thứ bảy của nhóm nhạc nam Hàn Quốc hoạt động tại Nhật Bản dưới tên Tohoshinki, được Avex Trax phát hành ngày 5 tháng 3 năm 2014. Album được phát hành bốn phiên bản, trong đó có ba phiên bản mang chủ đề các mùa trong năm bao gồm phiên bản A (Mùa xuân/hạ), phiên bản B (Mùa thu) và phiên bản C (Mùa đông). Phiên bản D là phiên bản giới hạn dành cho người hâm mộ.

## Danh sách bài hát
| Tree (Tất cả phiên bản) – Disc 1 (CD) | Tree (Tất cả phiên bản) – Disc 1 (CD)        | Tree (Tất cả phiên bản) – Disc 1 (CD) | Tree (Tất cả phiên bản) – Disc 1 (CD)                         | Tree (Tất cả phiên bản) – Disc 1 (CD) | Tree (Tất cả phiên bản) – Disc 1 (CD) |
| STT                                   | Nhan đề                                      | Phổ lời                               | Phổ nhạc                                                      | Phối khí                              | Thời lượng                            |
| ------------------------------------- | -------------------------------------------- | ------------------------------------- | ------------------------------------------------------------- | ------------------------------------- | ------------------------------------- |
| 1.                                    | "I Love You -Introduction-"                  | Katsuhiko Yamamoto                    | Yamamoto                                                      | Yamamoto                              | 1:42                                  |
| 2.                                    | "Champion"                                   | H.U.B.                                | Sean Alexander Jeremy Thurber                                 | Alexander Thurber                     | 3:51                                  |
| 3.                                    | "Breeding Poison"                            | H.U.B.                                | Lasse Lindorff Daniel Rothmann Harry Wilkins                  | Lindorff Rothmann Wilkins             | 3:34                                  |
| 4.                                    | "Ai o Motto (愛をもっと)" (More Love)        | Yamamoto                              | Yamamoto                                                      | Yamamoto Daisuke Kadowaki             | 5:51                                  |
| 5.                                    | "Cheering"                                   | Shinjiroh Inoue                       | Inoue                                                         | Inoue                                 | 4:19                                  |
| 6.                                    | "Something" (Japanese version)               | H.U.B.                                | Yoo Young-jin Yoo Han-jin                                     | Yoo Yoo                               | 4:02                                  |
| 7.                                    | "Good Days"                                  | Inoue                                 | Inoue                                                         | Inoue                                 | 6:14                                  |
| 8.                                    | "Hide & Seek"                                | H.U.B.                                | Kaoru Kondou                                                  | Inoue                                 | 5:18                                  |
| 9.                                    | "Shinjiru Mama (信じるまま)" (As We Believe) | H.U.B.                                | Steven Lee Drew Ryan Scott                                    | Lee Scott                             | 3:14                                  |
| 10.                                   | "Scream"                                     | H.U.B.                                | hitchhiker                                                    | hitchhiker                            | 3:44                                  |
| 11.                                   | "Crazy Crazy Crazy"                          | H.U.B.                                | Steven Lee Andreas Stone Johansson Fredrik Hult Andreas Öberg | Lee Johansson Hult Öberg              | 3:57                                  |
| 12.                                   | "Ocean"                                      | Inoue                                 | Inoue                                                         | Inoue                                 | 5:14                                  |
| 13.                                   | "Tree of Life"                               | Inoue                                 | Anders Grahn Carlos Okabe                                     | Inoue                                 | 5:38                                  |
| 14.                                   | "Good-bye for Now"                           | Inoue                                 | Katerina Bramley Obi Mhondera Tim Hawes                       | Bramley Mhondera Hawes                | 3:49                                  |
| Tổng thời lượng:                      | Tổng thời lượng:                             | Tổng thời lượng:                      | Tổng thời lượng:                                              | Tổng thời lượng:                      | 60:27                                 |

| Version A (Xuân / Hạ) – Disc 2 (DVD) | Version A (Xuân / Hạ) – Disc 2 (DVD)                               | Version A (Xuân / Hạ) – Disc 2 (DVD) |
| STT                                  | Nhan đề                                                            | Thời lượng                           |
| ------------------------------------ | ------------------------------------------------------------------ | ------------------------------------ |
| 1.                                   | "Ocean" (Video clip)                                               |                                      |
| 2.                                   | "Scream" (Video clip)                                              |                                      |
| 3.                                   | "Very Merry Xmas" (Video clip)                                     |                                      |
| 4.                                   | "White" (Video clip)                                               |                                      |
| 5.                                   | "Something" (Video clip)                                           |                                      |
| 6.                                   | "Tree of Life" (Video clip)                                        |                                      |
| 7.                                   | "Ocean" (Dance version)                                            |                                      |
| 8.                                   | "Scream" (Dance version)                                           |                                      |
| 9.                                   | "Something" (Dance version)                                        |                                      |
| 10.                                  | "Catch Me -If you wanna-" (Live at A-nation 2013 stadium festival) |                                      |
| 11.                                  | "Scream" (Live at A-nation 2013 stadium festival)                  |                                      |
| 12.                                  | "Humanoids" (Live at A-nation 2013 stadium festival)               |                                      |

| Version B (Thu) – Disc 2 (DVD) | Version B (Thu) – Disc 2 (DVD)                                                 | Version B (Thu) – Disc 2 (DVD) |
| STT                            | Nhan đề                                                                        | Thời lượng                     |
| ------------------------------ | ------------------------------------------------------------------------------ | ------------------------------ |
| 1.                             | "In Our Time" (Off shot movie)                                                 |                                |
| 2.                             | "White" (Off shot movie)                                                       |                                |
| 3.                             | "Tree of Life" (Off shot movie)                                                |                                |
| 4.                             | "Album jacket photography" (Off shot movie)                                    |                                |
| 5.                             | "One and Only One" (Live Tour 2013 "Time" documentary film)                    |                                |
| 6.                             | "In Our Time" (Live Tour 2013 "Time" Final in Nissan Stadium documentary film) |                                |

| Version C (Đông) – CD bonus tracks | Version C (Đông) – CD bonus tracks | Version C (Đông) – CD bonus tracks | Version C (Đông) – CD bonus tracks | Version C (Đông) – CD bonus tracks | Version C (Đông) – CD bonus tracks |
| STT                                | Nhan đề                            | Phổ lời                            | Phổ nhạc                           | Phối khí                           | Thời lượng                         |
| ---------------------------------- | ---------------------------------- | ---------------------------------- | ---------------------------------- | ---------------------------------- | ---------------------------------- |
| 15.                                | "I Love You -Full version-"        | Yamamoto                           | Yamamoto                           | Yamamoto                           | 4:44                               |
| 16.                                | "Very Merry Xmas"                  | Inoue                              | Chris Buseck Tom Hugo Hemansen     | Tomoji Sogawa                      | 4:06                               |
| Tổng thời lượng:                   | Tổng thời lượng:                   | Tổng thời lượng:                   | Tổng thời lượng:                   | Tổng thời lượng:                   | 69:17                              |

| Version D (Bigeast limited edition) – CD extra | Version D (Bigeast limited edition) – CD extra | Version D (Bigeast limited edition) – CD extra |
| STT                                            | Nhan đề                                        | Thời lượng                                     |
| ---------------------------------------------- | ---------------------------------------------- | ---------------------------------------------- |
| 15.                                            | "CD-Extra: Tree of Life" (Lip version)         |                                                |

Chú thích
- Phiên bản D là phiên bản chỉ có sẵn cho thành viên fanclub thông qua Bigeast Official Shop.

## Nhân sự
Danh sách nhân sự được lấy từ thông tin đĩa nhạc album Tree.
Ca sĩ và nhạc sĩ
| - Tohoshinki (Yunho, Changmin) – vocals, background vocals - Yoo Young-jin – background vocals (track 6) - Kim Hyeon-a – background vocals (track 6) - Kumi Sasaki – background vocals (track 13) - Yuko Ohtaki – background vocals (track 13) - Hiroaki Takeuchi – background vocals (track 13) - Robin – background vocals (track 14) - Katsuhiko Yamamoto – piano (tracks 1, 15) - Tomohiko Osakabe – bass (track 4) - Kadowaki strings – strings (tracks 4, 15) - Shinjiroh Inoue – background vocals (track 13); all instruments (tracks 5, 8, 12); piano (track 13); guitar (tracks 7, 13) - Kang Soo-ho – drums (track 6) - Jeon Seong-sik – double bass (track 6) | - Sam Lee – guitar (track 6) - Kim Dong-ha – trumpet (track 6) - Lee Han-jin – trombone (track 6) - Kim Sang-il – saxophone (track 6) - Taizo Nakamura – bass (tracks 7, 13) - Shika strings – strings (tracks 7, 13) - Steven Lee – keyboards (track 9, 11) - hitchhiker – guitar, keyboards (track 10) - Andreas Stone Johansson – keyboards (track 11) - Andreas Oberg – guitar (track 11) - Kentaro Kawai – guitar (track 15) - Tomoji Sogawa – piano (track 16) - Kiyoto Konda – guitar(track 16) - Konno strings – strings (track 16) |

Đội ngũ kỹ thuật
| - Katsutoshi Yasuhara – direction (tracks 1–5, 7–9, 11–16) - Yoo Young-jin – direction, recording, mixing (track 6) - hitchhiker – direction, sound processing (track 10) - Atsushi Hattori – mixing, recording (tracks 1, 7, 15, 16); mixing (track 14) - Jung Eui-seok – mixing, recording (track 10) - Naoki Yamada – mixing (track 2–5, 8, 9, 11–13) - Hideaki Jinbu – recording (tracks 1–5, 7–9, 11–16) - Oh Sung-gun with assistant Song Ju-yong – recording (track 6) | - Kwang Jung-shin with assistant Jeong Mo-yun – recording (track 6) - Junichi Shinohara – editing (track 3) - Makoto Yamadoi – editing (track 4) - Katsuhiko Yamamoto – programming (tracks 4, 15) - Shinjiroh Inoue – programming (tracks 7, 13) - Steven Lee – programming (tracks 9, 11) - Andreas Stone Johansson – programming (track 11) - Tomoji Sogawa – programming (track 16) |

## Xếp hạng

### Xếp hạng tuần
| Chart (2014)                                   | Xếp hạng cao nhất |
| ---------------------------------------------- | ----------------- |
| Japanese Albums Chart (Oricon)                 | 1                 |
| Billboard Japan Top Albums                     | 1                 |
| South Korean Albums Chart (Gaon)               | 15                |
| South Korean International Albums Chart (Gaon) | 2                 |
| Taiwanese Albums Chart (G-Music)               | 9                 |
| Taiwanese East Asian Albums Chart (G-Music)    | 4                 |

### Lượng tiêu thụ
| Ngày phát hành     | Oricon chart         | Hạng | Lượng tiêu thụ đầu tiên | Số bản tiêu thụ | Chart run |
| ------------------ | -------------------- | ---- | ----------------------- | --------------- | --------- |
| 5 tháng 3 năm 2014 | Daily Albums Chart   | 1    | 156,491                 | 265,013         | 18 tuần   |
| 5 tháng 3 năm 2014 | Weekly Albums Chart  | 1    | 249,292                 | 265,013         | 18 tuần   |
| 5 tháng 3 năm 2014 | Monthly Albums Chart | 1    | 252,155                 | 265,013         | 18 tuần   |
| 5 tháng 3 năm 2014 | Yearly Albums Chart  | 13   | 265,013                 | 265,013         | 18 tuần   |

## Chứng nhận
| Quốc gia                                  | Chứng nhận | Số đơn vị/doanh số chứng nhận |
| ----------------------------------------- | ---------- | ----------------------------- |
| Nhật Bản (RIAJ)                           | Platinum   | 250.000^                      |
| ^ Chứng nhận dựa theo doanh số nhập hàng. |            |                               |

## Ngày phát hành
| Quốc gia | Ngày                | Định dạng                  | Nhãn đĩa                    |
| -------- | ------------------- | -------------------------- | --------------------------- |
| Nhật Bản | 5 tháng 3 năm 2014  | CD CD+ DVD tải kỹ thuật số | Avex Trax                   |
| Đài Loan | 3 tháng 4 năm 2014  | CD CD+DVD                  | Avex Taiwan                 |
| Hàn Quốc | 19 tháng 3 năm 2014 | Tải kỹ thuật số            | S.M. Entertainment KT Music |
| Hàn Quốc | 4 tháng 4 năm 2014  | CD CD+DVD                  | S.M. Entertainment KT Music |